# コンビーノ (ポズナン市電)
この項目では、シーメンスが開発・展開した路面電車車両（超低床電車）であるコンビーノのうち、ポーランド・ポズナンの路面電車であるポズナン市電で使用されている車両について解説する。

## 概要
2002年4月、ポズナン市電を運営するポズナン市交通会社（MPK Poznań Sp. z o.o.）は、ドイツのシーメンスとの間に「コンビーノ」の導入に関する契約を交わした。コンビーノは車体設計にモジュール構造を取り入れ、車軸が存在しない独立車輪式台車を用いる事で車内全体の床上高さを抑えた100 %低床構造を実現させたた路面電車車両である。そのうち、ポズナン市電に導入された車両は片運転台式の5車体連接車で、車体構造はオランダ・アムステルダムの路面電車（アムステルダム市電）で使用されているコンビーノの構造が基になっている。一方で、車体は車庫でジャッキを用いた吊り上げが可能な構造となっている他、信用乗車方式に適した設備などポズナン市電での使用条件に適した設計変更も行われている。

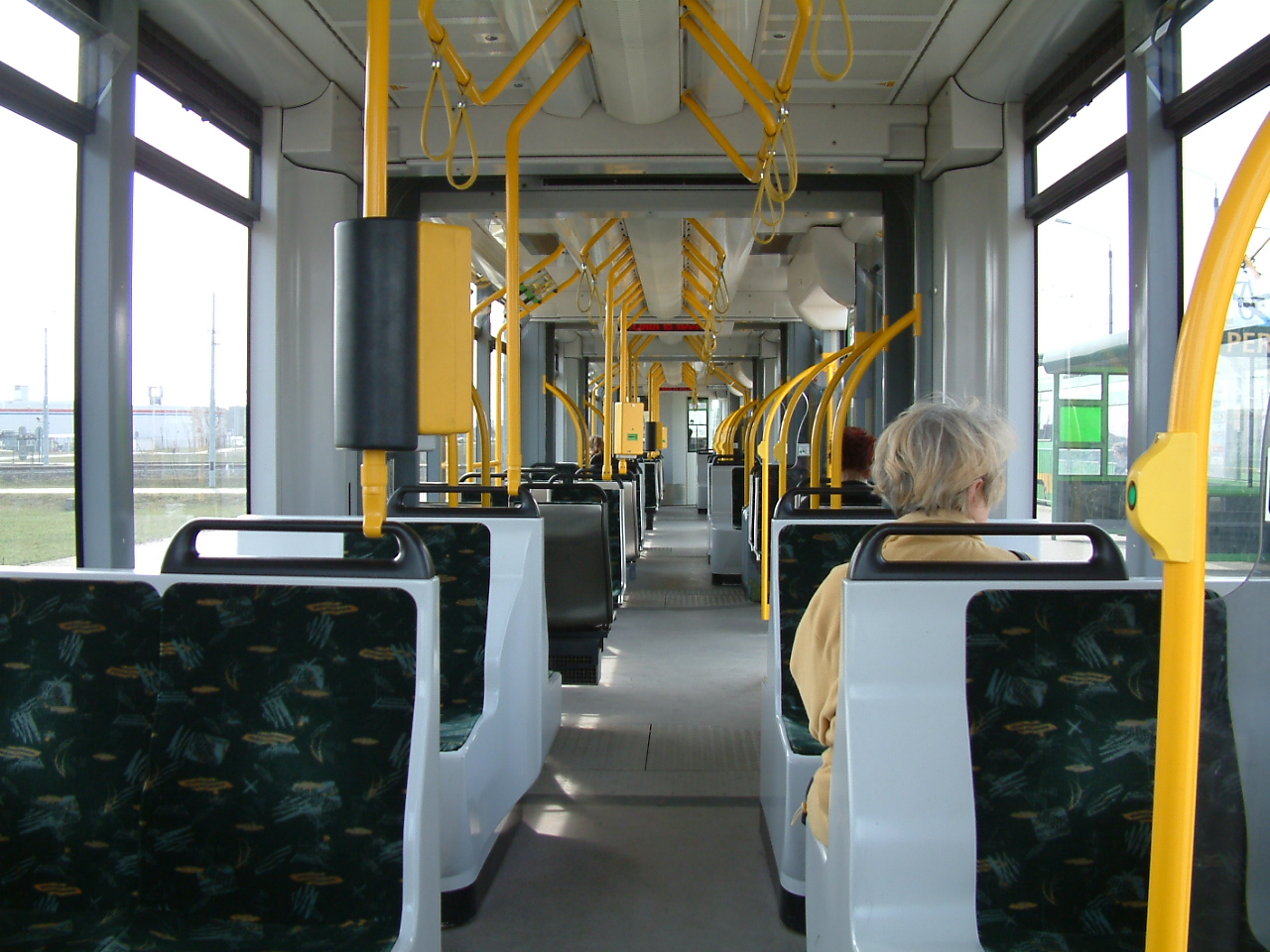
車内
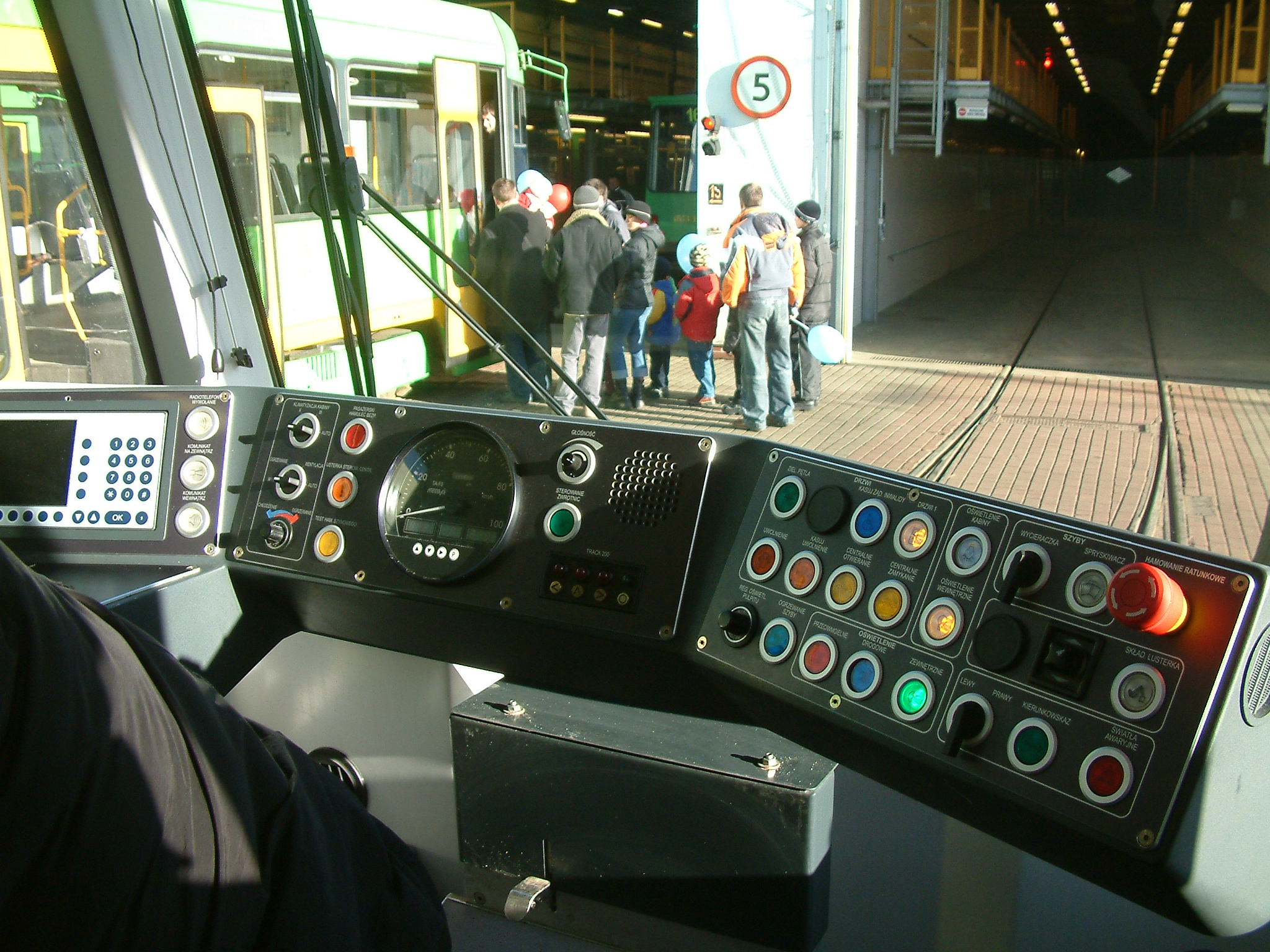
運転台

最初の車両は2003年から営業運転を開始し、以降2004年までに全14両が導入された。一時はコンビーノの構造上の欠陥によるリコールに関連し、車体、特に屋根部の強度増加を目的とした修理により一時的に全車運用を離脱する事態となったが、これらの修繕は2005年10月までに完了し、以降はポズナン市電の主力車両として、ポズナン中心部と郊外を結ぶ「ポズナン高速トラム」を中心に各系統で使用されている。2020年代からは制動装置、空調、台車の機器、乗降扉、座席の布張りなどの交換、車内照明のLED化、車いす用スロープの増加、車体・内装の塗装変更など、新型車両に準じた大規模な更新・近代化がザーツ社（Saatz）によって行われており、2022年から2025年にかけて全車の更新が進められている。

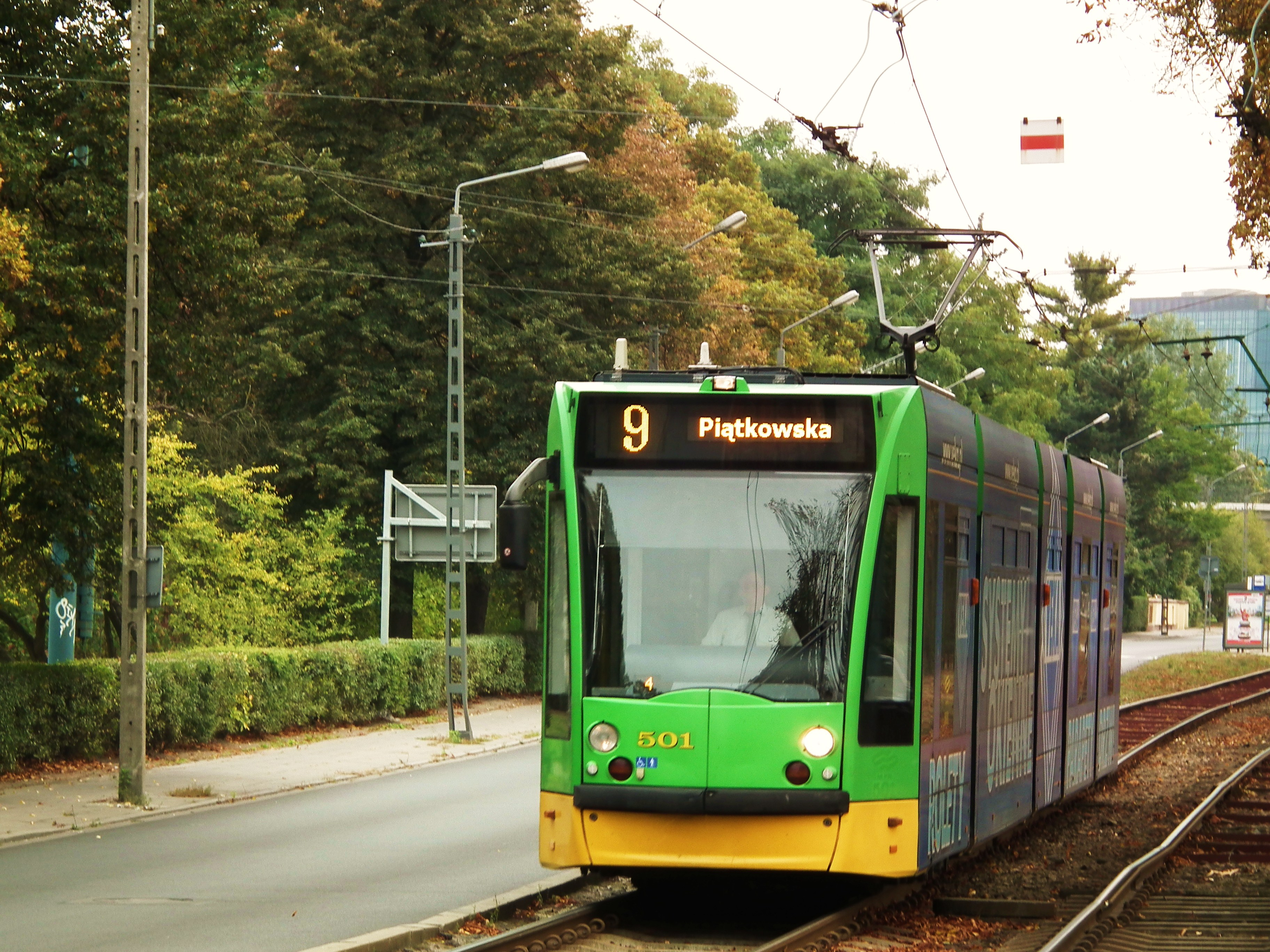
コンビーノ（501）（2016年撮影）
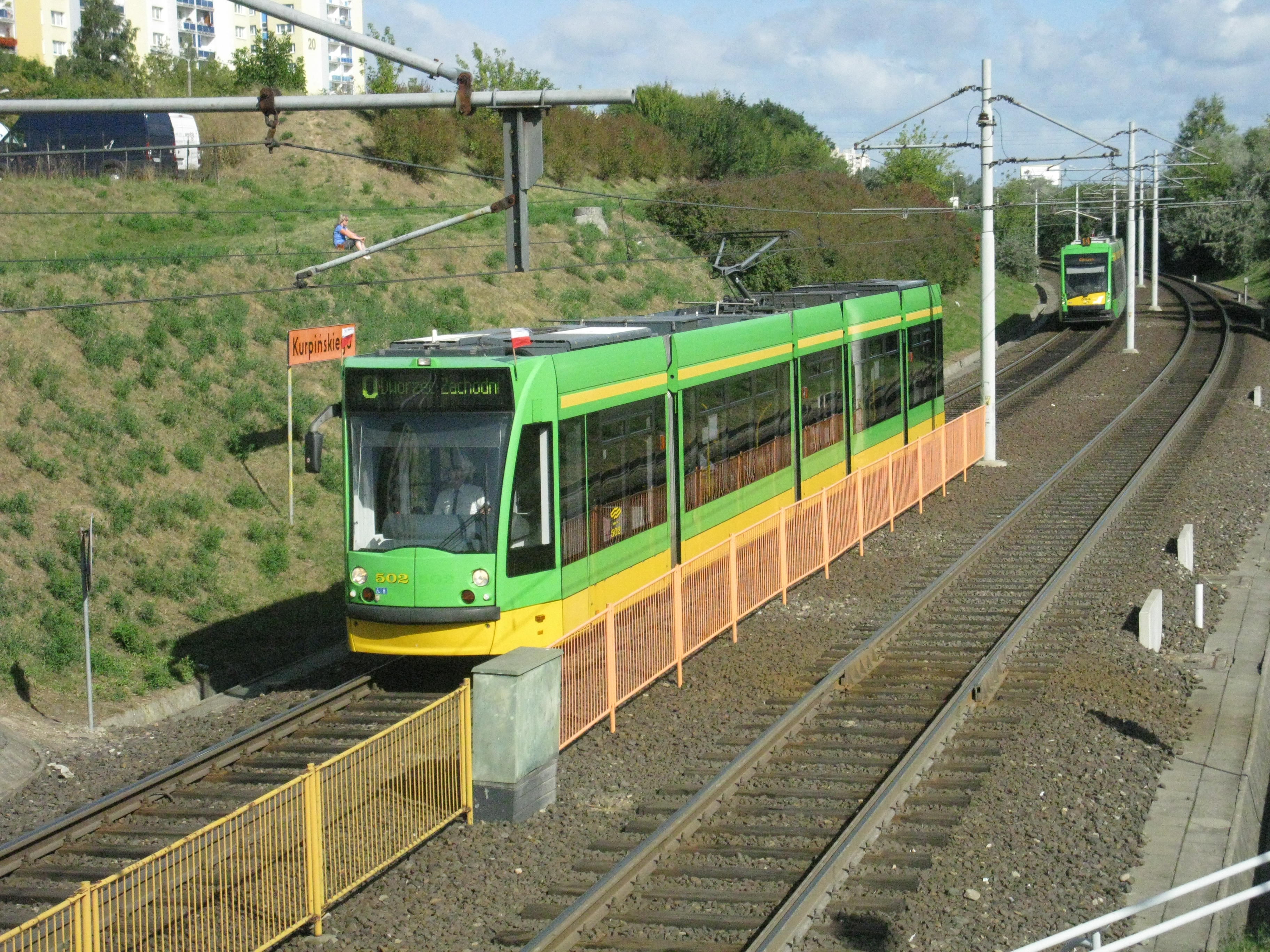
コンビーノ（502）（2013年撮影）
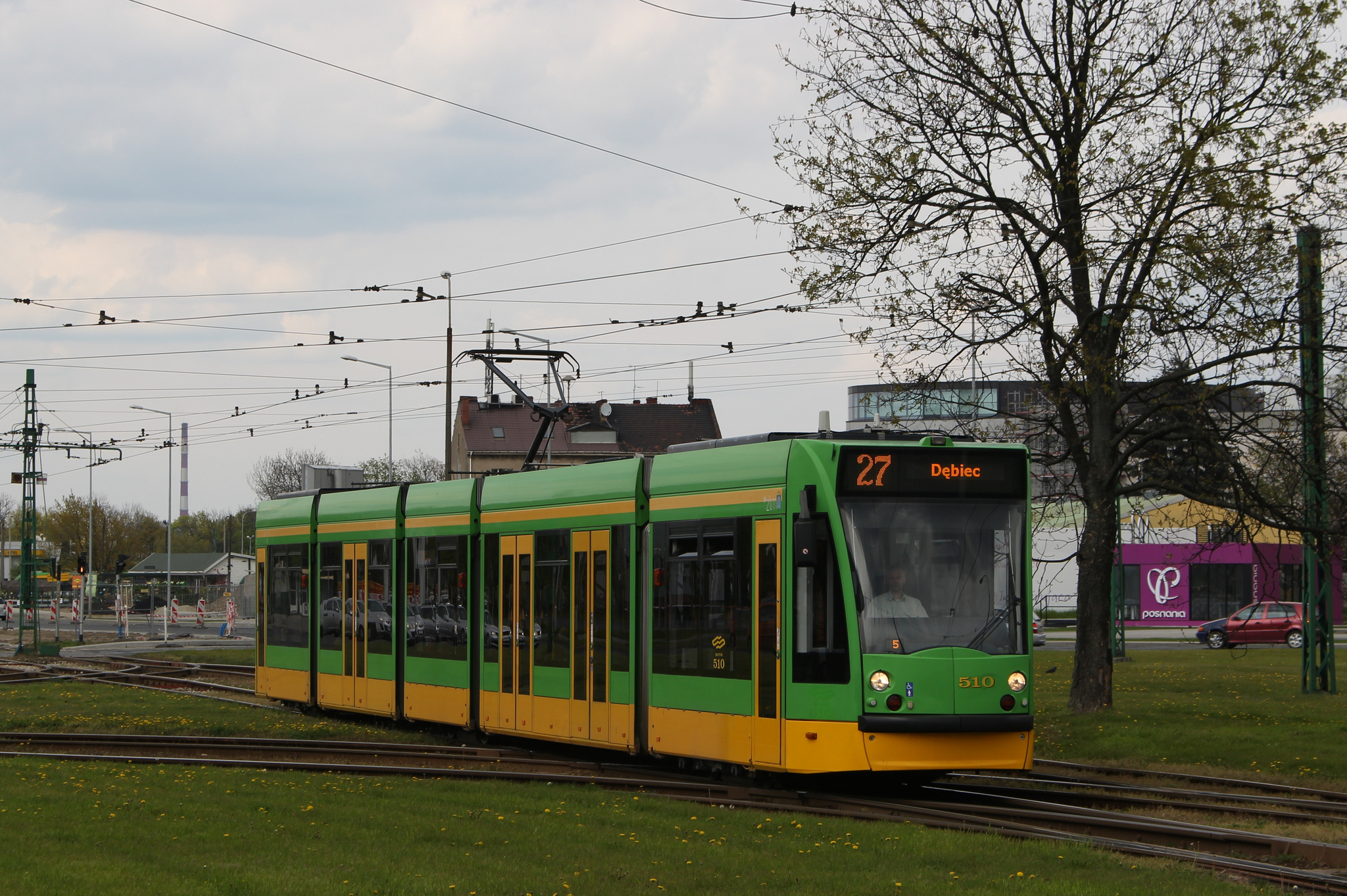
コンビーノ（510）（2016年撮影）

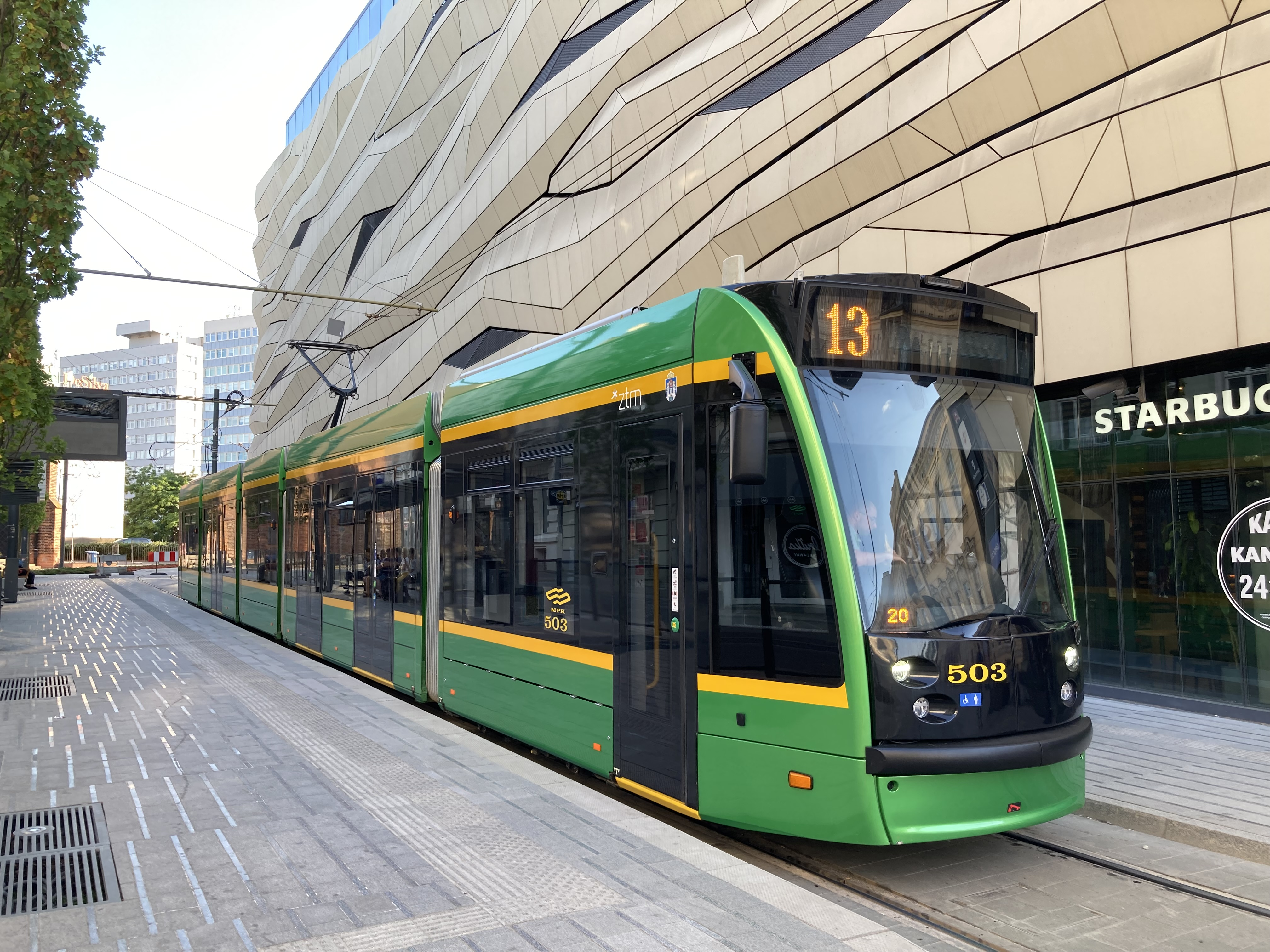
コンビーノ（503、更新後）（2023年撮影）
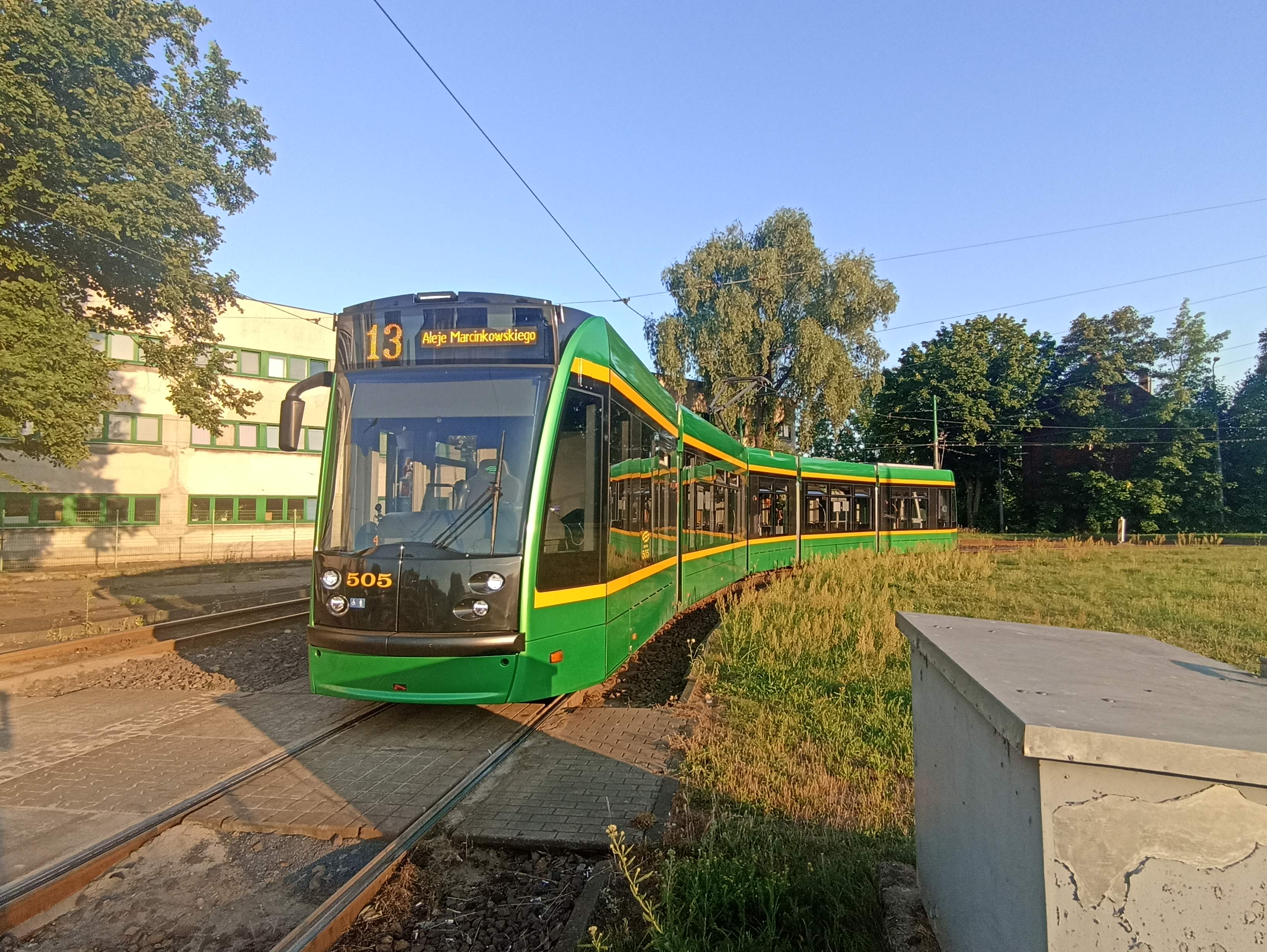
コンビーノ（505、更新後）（2023年撮影）
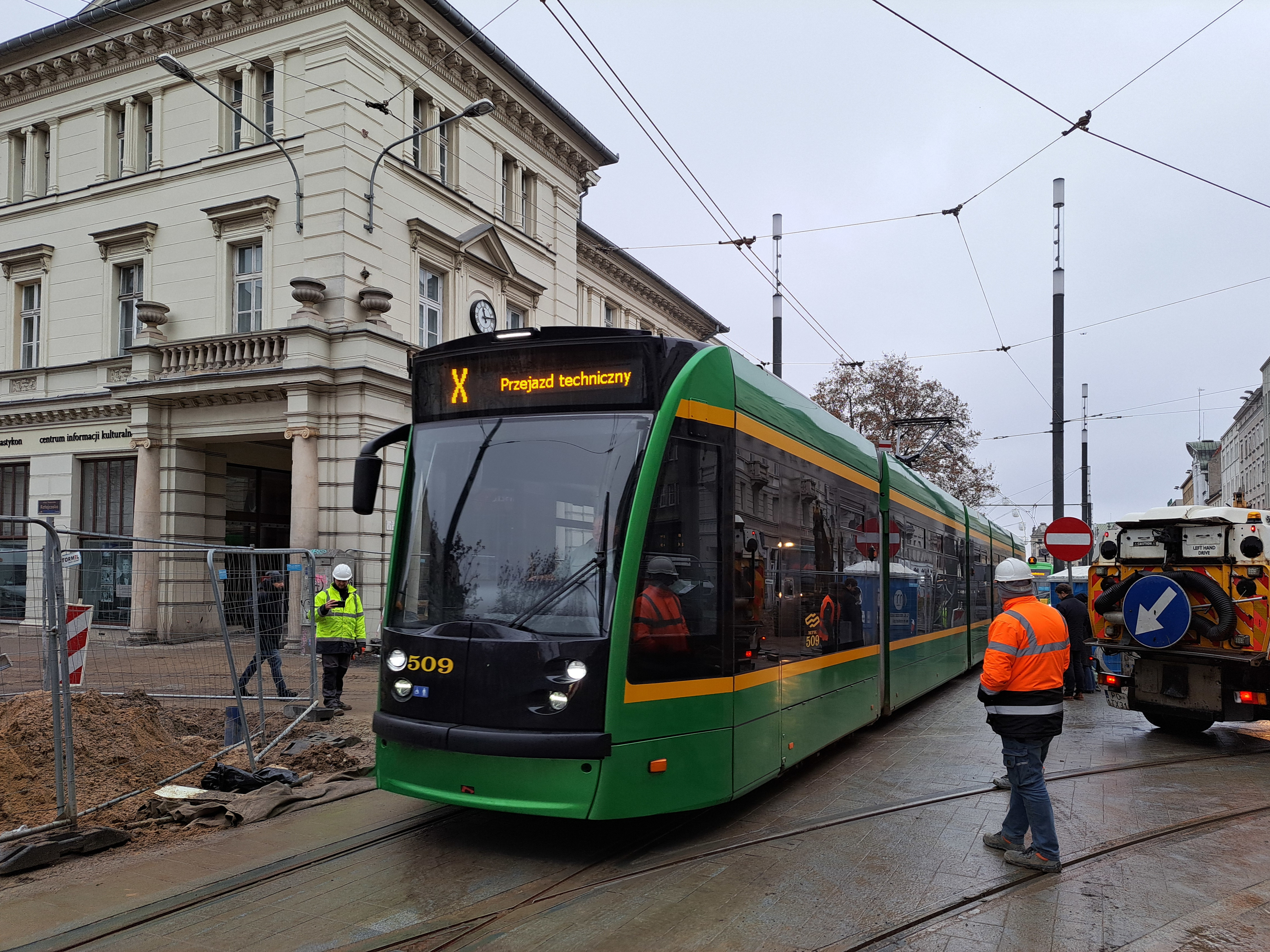
コンビーノ（509、更新後）（2023年撮影）